# Matenja vas
Matenja vas este o localitate din comuna Postojna, Slovenia, cu o populație de 329 de locuitori.